# San Patricio del Chañar
San Patricio del Chañar ist eine Gemeinde im Departamento Añelo im Osten der Provinz Neuquén, im Südwesten Argentiniens.

## Geografie
Die Gemeinde liegt 45 Kilometer von der Provinzhauptstadt Neuquén entfernt am linken Ufer des Río Neuquén.

## Geschichte
Die Gemeinde wurde am 21. Mai 1973 gegründet.

## Wirtschaft

### Wasserkraft
Der Deich El Chañar liegt in der Nähe der Gemeinde.

### Weinbau
Der Weinbau ist die wichtigste Einnahmequelle der Gemeinde. In San Patricio del Chañar befinden sich die Kellereien Familia Schroeder, Bodega del Fin del Mundo und Bodega NQN.

## Feste
- Fest des Landarbeiters. Alljährlich in der dritten Woche des Februar.
- Fest Pre Baradero. Alljährlich in der dritten Woche des Dezember.
- Fiesta del Pelón. Alljährlich in der zweiten Woche des Februar.